# Toes
Toes (توس or طوس in het Perzisch; ook gespeld als Tus en Tous) is een dehestān (rurale gemeente) in de provincie Khorāsān-e Razavī in Iran. De gemeente bestaat uit 62 dorpen en telde in 2006 128.000 inwoners.
In de oudheid was het een historische stad in de streek Khorāsān; die stad werd Susia genoemd. In 1220 werd de stad door de Mongolen onder leiding van Genghis Khan veroverd en verwoest. 
Twee wetenschappers, Nasir al-Din al-Toesi en Ghazali, zijn er geboren; ook de dichter Ferdowsi en de staatsman Nizam al-Moelk zijn geboren in Toes.

## Bekende inwoners van Toes

### Geboren
- Ferdowsi (935-1020), dichter en schrijver
- Nizam al-Moelk (1018-1092), grootvizier
- Al-Ghazali (1058-1111), theoloog, jurist en sunni
- Nasir al-Din al-Toesi (1201-1274), wetenschapper en filosoof

### Overleden
- Haroen ar-Rashid (ca.766-809), kalief